# Публий Корнелий Кос (трибун 408 пр.н.е.)
Вижте пояснителната страница за други личности с името Публий Корнелий Кос.
Публий Корнелий Кос (на латински: Publius Cornelius Cossus) от рода на Корнелиите, е политик на старата Римска република през края на 5 век пр.н.е.
Той е син на консула от 428 пр.н.е., Авъл Корнелий Кос. Роднина е на Авъл Корнелий Кос (консул 413 пр.н.е.) и Гней Корнелий Кос (консул 409 пр.н.е.).
През 408 пр.н.е. той е консулски военен трибун (tribunus militum consulari potestate). Според римският историк Тит Ливий той заедно с колегата си Гай Юлий Вописк Юл е против плана на Сената, заради една война против еквите и волските да се номинира диктатор. Другият му колега Гай Сервилий Ахала успява да го пребори с помощта на народните трибуни. Избират за диктатор Публий Корнелий Рутил Кос.